# Alexander Mitterer
Alexander Mitterer (* 27. Mai 1968 in Bruneck) ist ein österreichischer Schauspieler, Regisseur und Bühnenautor.

## Leben
Alexander Mitterer studierte bis 1993 Schauspiel am Konservatorium der Stadt Wien. Engagements führten ihn unter anderem zu den Tiroler Volksschauspielen, an das Stadttheater Klagenfurt, das Grazer Kinder- und Jugendtheater Next Liberty, das Theater ARBOS in Salzburg, das Theaterzentrum Deutschlandsberg, die Neue Bühne Villach sowie in der Schweiz an das Theaterhaus Gessnerallee in Zürich und das Stadttheater Bruneck in Südtirol.
Als Regisseur inszenierte Mitterer in der Vergangenheit häufig bei den Burgspielen Rabenstein in Frohnleiten, am Theaterzentrum Deutschlandsberg und am Theater Kaendace in Graz, das er 2004 gemeinsam mit der Choreographin und Tänzerin Klaudia Reichenbacher gegründet hatte und wo auch bislang seine eigenen Bühnenstücke uraufgeführt wurden.
Gelegentlich arbeitet Mitterer auch für das Fernsehen. Neben Gastauftritten in den Serien Die Rosenheim-Cops und Der Bergdoktor erlangte er zwischen 2001 und 2011 größere Popularität durch seine Rolle als Inspektor Pfurtscheller an der Seite von Harald Krassnitzer in den vom ORF produzierten Tatort-Folgen.
Alexander Mitterer ist freischaffend tätig und lebt in Graz und Wien.
Er ist mit dem Erfolgs-Autor Felix Mitterer weder verwandt noch verschwägert.

## Filmografie
- 2000: Heller als der Mond
- 2009: Der Fall des Lemming
- 2009: Am Seil
- 2010–2011: Tom Turbo (3 Folgen als Mister Mus)
- 2011: Die Rosenheim-Cops – Sport ist Mord
- 2012: Der Bergdoktor – Nur ein kleiner Schritt
- 2001–2011: Tatort
  - 2001: Elvis lebt!
  - 2003: Tödliche Souvenirs
  - 2004: Der Wächter der Quelle
  - 2005: Der Teufel vom Berg
  - 2006: Tod aus Afrika
  - 2007: Tödliche Habgier
  - 2008: Granit
  - 2009: Baum der Erlösung
  - 2011: Lohn der Arbeit
- 2016: Der Bozen-Krimi: Das fünfte Gebot
- 2022: Zwölferleitn

## Bühnenstücke
- Banken – Ein Wörtersee (UA 2010)
- Birdlife oder Die Theorien der Luft (UA 2011)
- Secret communication! Das Leben der Hedy Lamarr (UA 2013)
- Das Sissi-Syndrom – eine Notverstaatlichung (UA 2015)